# Kurt Soltau

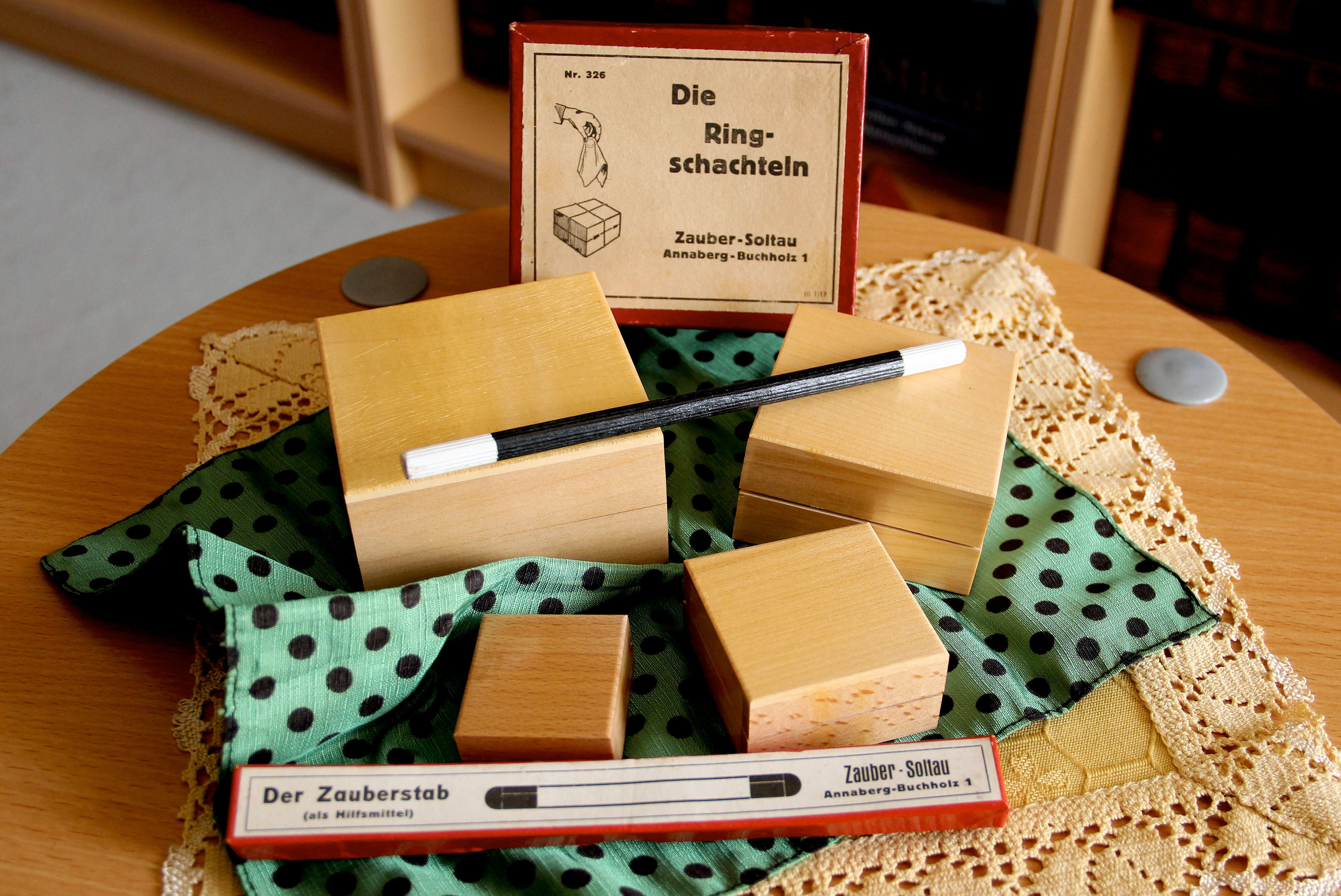
Zauberrequisiten von Soltau

Kurt Soltau (* 8. Oktober 1923 in Annaberg; † 31. Januar 1995 in Annaberg-Buchholz) war ein DDR-Unterhaltungskünstler, Zauberkünstler, Erfinder, Inhaber des Zauberfachgeschäftes Zauber-Soltau und erzgebirgisches Original. Sein Geschäft nebst Werkstatt war Anlaufpunkt und Einkaufsort von internationalen Zauberkünstlern. Von 1967 bis 1995 war Soltau zusammen mit seiner Frau auch als Türmerehepaar von Annaberg bekannt.

## Leben und Wirken
Kurt Soltau wurde als ältester Sohn des Annaberger Uhrmachermeisters Richard Soltau geboren. Er erlernte den Beruf eines Tischlers und wurde nach dem Zweiten Weltkrieg Tischlermeister. Soltau diente als Soldat im Zweiten Weltkrieg bei der deutschen Luftwaffe. Mit dem Ende des Zweiten Weltkrieges kehrte er aus der französischen Kriegsgefangenschaft nach Annaberg zurück. Nach der erfolgreichen Meisterprüfung eröffnete er eine eigene Tischlerwerkstatt. Um 1950 bekam Soltau den Auftrag ein Zaubertrickgerät zu konstruieren. Er baute das Zaubergerät und fand dabei Interesse an der Zauberkunst. Soltau erfand und baute ab dieser Zeit nun auch Zubehör für Magier in seiner Tischlerwerkstatt. Ab 1952 war er mit dem Zauberer Jonny Jonra unterwegs. Beide traten mit eigenem Programm als Magier und Zauberclown Kurti auf. Bei der Konzert-Gastspieldirektion Karl-Marx-Stadt stand das Zauberduo ab 1953 unter Vertrag. Die Flucht seines Partners in die BRD beendete die Laufbahn des Duos.
Kurt Soltau arbeitete wieder in seiner Werkstatt in Annaberg-Buchholz und trat zunächst allein als Zauberer unter dem Künstlernamen: „Kuso“ auf. Im Jahre 1953 eröffnete Soltau in Annaberg ein Zauberfachgeschäft und schloss wenig später seine Tischlerei. Er wurde Mitglied im Magischen Zirkel der DDR und bis 1980 folgten Tourneen u. a. mit Eberhard Cohrs, den vier Brummers und Fips Fleischer. Es entstanden auch Programme unter Mitwirkung seiner Frau Ilse Soltau (1924–2006). In den Jahren von 1958 bis 1965 schlossen sich die Artisten Feli Woba (Kraftakrobat), Felix Kube (Schnellzeichner) und Kurt Soltau (Zauberkünstler) zu einem Trio zusammen und zogen im Auftrag der Konzert- und Gastspieldirektionen gemeinsam als die „3 Wobas“ durch die DDR. In dieser Zeit begann Soltau eine Sammlung von Dokumenten und originalen Requisiten berühmter Zauberer der ganzen Welt. Für den polnischen Staatszirkus entwickelte und baute Soltau im Jahre 1969 mehrere Illusionsartikel sowie Zubehör für Magier.
Das Zauberfachgeschäft Soltau entwickelte sich in seiner über 30-jährigen Geschäftszeit zu einem der bekanntesten Fachgeschäfte für Zauberartikel in der DDR. Der Kundenstamm wuchs bis 1988 auf 3.800 Kunden weltweit. Als Fachgeschäft für Zauberbedarf entwickelte, fertigte und vertrieb Soltau seine Zauberartikel nicht nur in die Partnerländer der DDR, sondern ebenfalls in die BRD und nach Österreich. Beliebt und bekannt waren dabei seine mit Zaubertricks zusammengestellten Zauberei-Kästen für Kinder. Mit seinem 65. Geburtstag am 8. Oktober 1988 schloss er sein Geschäft „Zauber-Soltau“. Das Ehepaar Soltau blieb allerdings noch als Europas ältestes und einziges Türmer-Ehepaar bekannt. Von 1967 bis 1995 lebten beide in der Türmer-Wohnung im Turm der Sankt Annenkirche zu Annaberg-Buchholz. Hier verstarb Kurt Soltau 1995.
Kurt Soltaus Großneffe Jens-Uwe Günzel übernahm die Sammlung und baute sie weiter aus. Er führt das magische Erbe der Familie in der dritten Generation weiter fort.

## Kurioses
- Als Mitglied der Familie Soltau, wohnte auch viele Jahre die zahme Dohle „Jack“ in der Türmerstube. Die Dohle war durch ihr ungewöhnliches Wesen stadtbekannt. Sie war außerdem damals die einzige treppensteigende und zaubernde Dohle der Welt. Bediente Kurt Soltau persönlich im Zaubergeschäft saß sie stets auf seiner Schulter.
- K. Soltau war ebenfalls als einer der wenigen „Zauberer in Badehose“ bekannt. In seinen Vorstellungen wählte er gern die auf das nötigste beschränkte Bekleidung aus um dem Publikum die Illusion zu nehmen, dass nicht immer alles im „Ärmel“ verschwindet oder hervorgezaubert wird.[8]

## Ehrungen
- 1960: Ehrenteller des Magischen Zirkels von Deutschland.
- 1963: Ehrenurkunde des Magischen Zirkels der DDR.[9]
- 1967: Sonderehrung anl. Zauberkongress Karlsbad / CZ.
- 2023: Aus Anlass des 100. Geburtstages von Kurt Soltau wurde bereits am 7. Oktober 2023 eine Ehrentafel am Haus Große Kirchgasse 10 in Annaberg-Buchholz, in dem einst Zaubergeschäft und Werkstatt zu finden war, enthüllt.[10]